# Kate Maberly
Kate Elizabeth Cameron Maberly ( /ˈmeɪbərli/ MAY -bər-lee; Reigate, Surrey, Inglaterra, 14 de marzo de 1982) es una actriz, cantante, directora, guionista y música británica.

## Biografía
Maberly nació en Reigate, Surrey, Inglaterra. Es hija de un abogado y una de cinco hermanos; su hermana mayor Polly también es actriz. Tiene dos hermanos mayores, Thomas y Guy, y un hermano menor, Jack. Maberly asistió a la Escuela Dunottar, Reigate, donde avanzó un año y se fue con calificaciones avanzadas en matemáticas, química, historia y música.
Maberly comenzó a nadar de manera competitiva a la edad de 5 años, y fue campeona de natación del condado hasta los 16 años. A los 7 años, completó el BT National Swimathon (como la persona más joven en completar el evento en ese momento), lo que hizo para recaudar dinero para St Piers Lingfield (ahora "Young Epilepsy"), una escuela para ayudar a los niños con epilepsia.
Representó a su condado en tenis desde los 12 años, y entre 2004 y 2010 jugó para las ligas de tenis Royal Parks en Londres.
Maberly comenzó a tocar el piano a los 6 años, y a los 14 viajó a Venecia, Italia, con el Dunottar Chamber Ensemble, para actuar como pianista solista en una interpretación del Concierto para piano n.º 23 de Mozart (K488). Obtuvo el grado 8 tanto en piano como en violonchelo en la escuela, y continuó estudiando en el Trinity College of Music de Londres, graduándose en 2004 con una licenciatura en interpretación de piano y violonchelo. También compone música y canta jazz. Además, logró cantar en el famoso local de jazz londinense Pizza on the Park.

## Carrera
El papel decisivo de Maberly llegó en 1993 cuando interpretó a Mary Lennox en la película The Secret Garden. Dirigida por Agnieszka Holland, la película alcanzó reconocimiento internacional y se convirtió en un clásico familiar. Su actuación fue aclamada internacionalmente, y allanó su camino para varios papeles principales posteriores, incluidos; Dinah Bellman en The Langoliers, junto a David Morse y Patricia Wettig, Glumdalclitch en Gulliver's Travels, con Ted Danson, Mary Steenburgen, Peter O'Toole y Kristen Scott Thomas, Ira en Friendship's Field y Vanessa en Mothertime.
De regreso al Reino Unido, Maberly continuó trabajando en varios dramas históricos para la BBC, incluidos; "Anglo-Saxon Attitudes", ganadora del Bafta, con Kate Winslet y Daniel Craig; "The Last of the Blond Bombshells", ganadora del Bafta y el Globo de Oro, con Dame Judi Dench e Ian Holm; "Victoria & Albert", ganadora del Emmy; "Daniel Deronda", ganadora del Bafta, dirigida por Tom Hooper, y el gran éxito en taquilla de Hollywood "Finding Neverland", con Johnny Depp y Dustin Hoffman. Participó como Julieta en la obra de teatro "Romeo y Julieta" de Shakespeare, y luego como 'Mathilde' en "Total Eclipse" de Christopher Hampton en el Royal Court Theatre de Londres, junto a Ben Whishaw y Matthew Macfadyen.
Desde que se graduó, Maberly ha aparecido en las películas Like Minds, con Eddie Redmayne y Toni Collette, Popcorn, Rites of Passage, con Christian Slater y Wes Bentley, Standing Up, con Val Kilmer y Rhada Mitchell, The Ghastly Love of Johnny X, y Boogeyman 3. También protagonizó el programa de Hulu/FX The Booth at the End, junto a Xander Berkeley.
Además de su trabajo como actriz, Maberly ha realizado doblajes para Ordynek, Bringing the Pride of Poland to Texas en el año 2000, y para The Braniff Pages en 2001. Ha completado varios trabajos de radio para BBC Radio 4, incluidos The Dorabella Variation, A Certain Smile y National Velvet. La narración de Maberly del audiolibro Catherine Called Birdy, escrito por Karen Cushman, recibió un premio Audie en 1995.
En 2007, Maberly se asoció con un productor musical de Londres para grabar varias de sus canciones propias para su nuevo miniálbum. Maberly demostró sus habilidades musicales tocando el piano en el drama de BBC de 1997 Screen Two, y tocando el violonchelo en el cortometraje de 2004 The Audition. También produjo y dirigió un vídeo musical para la banda de rock danesa Blooq, también conocida como Triggerbox.
En 2015, Maberly escribió, dirigió y produjo un cortometraje, Charlie's Supersonic Glider, que inauguró el Festival de Cine de Hollywood. Junto con su socio productor Doug Liman, Maberly escribió, produjo y dirigió The Forest of Hands and Teeth, adaptada de la exitosa serie juvenil de Carrie Ryan.
Maberly fue nombrada uno de los "10 británicos a tener en cuenta en 2017" por Variety.

## Filmografía

### Películas
| Año  | Título                       | Papel           | Notas                                    |
| ---- | ---------------------------- | --------------- | ---------------------------------------- |
| 1993 | The Secret Garden            | Mary Lennox     |                                          |
| 1995 | Friendship's Field           | Ira             |                                          |
| 1998 | Mysteries of Egypt           | Visnieta        | Cortometraje                             |
| 1999 | Gooseberries Don't Dance     |                 | Cortometraje                             |
| 2002 | Deserter                     | Jennifer        |                                          |
| 2004 | The Audition                 | Lucy Carrington | Cortometraje                             |
| 2004 | Finding Neverland            | Wendy Darling   |                                          |
| 2006 | Like Minds                   | Susan Mueller   |                                          |
| 2007 | Popcorn                      | Annie           |                                          |
| 2008 | Boogeyman 3                  | Jennifer        |                                          |
| 2011 | In the Eyes                  | Jessica         | Cortometraje                             |
| 2012 | Rites of Passage             | Dani            |                                          |
| 2012 | The Ghastly Love of Johnny X | Dandi Conners   |                                          |
| 2013 | Standing Up                  | Margo Cutter    |                                          |
| 2015 | Charlie's Supersonic Glider  | —               | Cortometraje; solo directora y escritora |

### Televisión
| Año  | Título                            | Papel           | Notas                   |
| ---- | --------------------------------- | --------------- | ----------------------- |
| 1991 | Screen One                        | Cristina        | 1 episodio              |
| 1992 | Anglo Saxon Attitudes             | Joven Kay       | Miniserie de televisión |
| 1995 | The Langoliers                    | Dina Bellman    | Miniserie de televisión |
| 1996 | Gulliver's Travels                | Glumdalclitch   | Miniserie de televisión |
| 1997 | Engullir                          | Pippa Worsfold  | Película de televisión  |
| 1997 | Screen Two                        | Vanessa         | 1 episodio              |
| 2000 | The Last of the Blonde Bombshells | Joven Madeleine | Película de televisión  |
| 2001 | Victoria & Albert                 | Princesa Alicia | Película de televisión  |
| 2001 | Midsomer Murders                  | Holly Reid      | 1 episodio              |
| 2002 | A Touch of Frost                  | Melanie Monkton | 2 episodios             |
| 2002 | Daniel Deronda                    | Kate Meyrick    | Miniserie de televisión |
| 2010 | The Booth at the End              | Jenny           | Papel recurrente        |

### Teatro
- Lectura de Total Eclipse de Christopher Hampton (dirigida por Daniel Evans) en el Royal Court Theatre (2006)
- Julieta en Romeo y Julieta de William Shakespeare (dirigida por Richard Twyman) con Midas Touch Theatre Company

## Discografía

### Colaboraciones
| Año  | Información                                                                                    | Pistas aportadas                                      | Artista(s) |
| ---- | ---------------------------------------------------------------------------------------------- | ----------------------------------------------------- | --- |
| 1993 | The Secret Garden - Artista: Varios - Lanzamiento: 1993                                        | Mistress Mary Quite Contrary (no aparece en la lista) | Andrew Knott |
| 2012 | The Ghastly Love of Johnny X - Artista: Varios - Fecha de lanzamiento: 20 de noviembre de 2012 | 21. "Here We Go"                                      | Will Keenan, De Anna Joy Brooks, Reggie Bannister, Heather R. Provost (como Heather Provost), Les Williams, Sara Grigsby, Rebecca Burchett, Morris Everett, David Slaughter |

### Radio
- The Shoemaker's Daughter
- The Dora Bella Variation
- Little Women
- Walls of Silence
- National Velvet
- A Certain Smile
- My Wounded Heart
- Peter Pan in Scarlet
- The Browning Version

## Otro
- Catherine Called Birdy (narradora del audiolibro, 1995)
- Promoción de Braniff International Airways para "The Braniff Pages" – braniffpages.com (voz en off del anuncio)
- Una voz en off para el documental sobre caballos The Origins of the Arabian
- Ordynek, Bringing The Pride of Poland to Texas (voz en off para publicidad, 2000)

## Publicaciones
- Artículo Factory Magazine (EE.UU.) Abril 2007, Iss. Primavera, pág. 54–62, "British Young Guns"
- Revista Pictorial Factory (EE.UU.) Abril 2007, Iss. Primavera, pág. 54–64, "British Young Guns"
- Revista Variety (EE.UU.) Febrero 2017, Iss. Invierno: "10 Brits to Watch in 2017"

## Premios
Maberly ha ganado dos premios profesionales:
- Premio Audie por Catherine Called Birdie
- Premio especial del Círculo de Críticos de Cine de Londres por The Secret Garden.